# Egipte
|  | Per a altres significats, vegeu «Egipte (desambiguació)». |

Egipte (àrab: مصر, Miṣr; àrab egipci: مصر, Máṣr; copte: ⲕⲏⲙⲉ, Kēme (sahídic) o ⲭⲏⲙⲓ (bohàiric); egipci antic: Kemet), oficialment República Àrab d'Egipte, és un estat de l'Àfrica nord-oriental. Amb una extensió d'1.020.000 km², inclou la península del Sinaí (considerada part de l'Àsia sud-occidental), mentre que la majoria del país se situa al nord d'Àfrica. Limita amb Líbia a l'oest, amb el Sudan al sud, amb la mar Roja a l'est, amb Israel i la franja de Gaza al nord-est i amb la Mediterrània al nord.
Egipte és un dels Estats més poblats del continent africà. La gran majoria de la població viu a les vores del riu Nil (uns 40,000 km²) i del canal de Suez. Hi ha extenses àrees del territori que són part del desert del Sàhara i que molt sovint estan deshabitades. La capital és el Caire, gran metròpoli de més de quinze milions d'habitants, i la segueixen en importància Alexandria, amb més de tres milions i mig, i Guiza, dins l'aglomeració urbana cairota, amb més de dos milions; Shubra al-Khayma (també dins l'aglomeració del Caire) i Port Saïd passen del mig milió d'habitants.
El país és famós per la seva antiga civilització i per alguns dels seus impressionants monuments, com ara les piràmides, el temple de Karnak o la Vall dels Reis. A hores d'ara, Egipte és àmpliament considerat el principal focus polític i cultural del món àrab.

## Etimologia
| km | m | t · niwt |

| km | m | t · niwt |

Un dels noms del país en egipci antic és Kemet (kṃt), que significa 'terra negra' (de kem, 'negre'), i fa referència als fèrtils dipòsits negres fruit de les inundacions periòdiques del riu Nil, en oposició a la paraula deshret (dšṛt), que significa 'terra vermella', en referència al desert. El nom va passar al copte -última evolució de la llengua egípcia- com a kīmi o kīmə, i al grec com a Χημία (Khēmía).
Miṣr és la transliteració del nom àrab i modern del país, que en àrab egipci és Maṣr. Aquesta paraula, d'origen semita amb la mateixa arrel que la paraula hebrea מִצְרַיִם (Mitzráyim), literalment significa 'dos estrets', una referència a la separació dinàstica antiga de l'alt i el baix Egipte. La paraula originalment presentava la connotació de «metròpoli» o «civilització», i també significa 'país' o 'terra de la frontera'.
El nom català «Egipte» prové del llatí Aegyptus, que es deriva al seu torn del grec antic Αίγυπτος (Aígyptos). El terme es deriva de l'egipci tardà: Hikuptah, nom de Memfis, una corrupció de l'egipci primer Hat-ka-Ptah, que significa 'terra del ka [ànima] de Ptah' el nom del temple del déu Ptah localitzat a Memfis. El nom en grec i els adjectius corresponents aigýpti, aigýptios, van passar al copte com a gyptios, kyptios i del copte a l'àrab com a qubṭī que es transformà en qubṭ, i precisament d'aquest mot prové la paraula catalana «copte».
Estrabó va formular una etimologia folklòrica en què el grec Aigyptos havia evolucionat com a nom compost de l'Aἰγαίου ὑπτίως (Aegaeon uptiōs) que vol dir 'per sota de l'Egeu'.

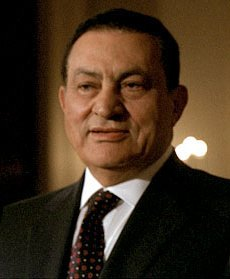
Hosni Mubarak, expresident d'Egipte que va dirigir el país durant gairebé 30 anys (d'octubre de 1981 fins a febrer de 2011)

## Geografia física
Egipte és un Estat de l'Àfrica septentrional amb una extensió d'aproximadament 1 milió de quilòmetres quadrats. És situat al nord-est del continent africà, tot i que inclou la península asiàtica del Sinaí. Limita al nord amb la mar Mediterrània, al nord-est amb Israel, a l'est amb la mar Roja, al sud amb Sudan i a l'oest amb Líbia. La major part del territori és desèrtic; només la franja fèrtil al llarg del riu Nil, el delta del Nil i altres oasis dispersos són habitables.
El Nil és l'element més important de la topografia d'Egipte, i divideix el territori en dues parts en travessar-lo de nord a sud amb una extensió de 1.200 km. Les franges o petites valls a les ribes del Nil són molt fèrtils i fecundes en comparació amb el desert que les envolten. Fisiogràficament s'hi distingeixen quatre regions:
- El desert de Líbia a l'oest del Nil, un altiplà, l'altitud del qual augmenta de la costa mediterrània cap al sud, i dividit per la depressió de Qattara.
- El desert d'Aràbia a l'est del Nil, format per una serralada costanera paral·lela a la mar Roja amb la qual limita a l'est, formada de materials cristal·lins i metamòrfics.
- La vall del Nil.
- La península del Sinaí, un horst de forma triangular que uneix els continents asiàtic i africà, on es troba el punt més alt d'Egipte, la Muntanya Caterina amb 2637 m.

Atesa la situació geogràfica i les característiques fisiogràfiques del territori, el clima d'Egipte és predominantment àrid, llevat de la costa nord, que gaudeix d'un clima de tipus mediterrani sec. La precipitació anual és molt baixa i no supera els 250 mm. Les temperatures diürnes varien considerablement; de la mateixa manera hi ha una gran variació estacional, tot i que només s'hi distingeixen dues estacions: l'hivern i l'estiu. Les tempestes de sorra són molt comunes, i s'hi coneixen com a khamsins, que en àrab vol dir "cinquantes", ja que hom diu que n'hi ha, de tempestes de sorra, cinquanta dies de l'any.

## Política i govern

### Estructura política
La República Àrab d'Egipte és governada actualment d'acord amb la constitució de 1971, aprovada per referèndum l'11 de setembre. Segons aquesta, Egipte és Estat democràtic i socialista, en què l'islam és religió d'Estat i l'àrab la llengua nacional. El govern està dividit en tres branques:
- l'autoritat executiva és ostentada pel president de la república, el cap d'Estat. El president, des del 2005, és elegit per vot popular per un període de sis anys, i pot ser reelegit indefinidament. El president designa un o més vicepresidents, el primer ministre i els altres ministres. El president és el comandant suprem de les forces armades.
- l'autoritat legislativa resideix en l'Assemblea del Poble (Majlis aix-Xab), integrada per membres electes -la gran majoria- i membres designats pel president. L'Assemblea ha de tenir un nombre específic de dones. Els membres electes hi són elegits segons un mètode complex de representació proporcional per un període de cinc anys. El president no té la facultat per a dissoldre el Parlament si no n'aconsegueix l'aprovació del poble per mitjà d'un referèndum. Des del 1980 hi ha una Assemblea Consultiva (Consell de la Xura), com a cambra alta, que pot proposar esmenes constitucionals i aconsella el president. A prop de dos-terços dels seus membres són elegits per vot popular, per un període de sis anys, mentre que la resta són designats pel president.
- l'autoritat judicial recau sobre una judicatura independent.

Tot i que constitucionalment Egipte és un sistema multipartidista i semipresidencial en què el poder executiu es divideix entre el president i el primer ministre, a la pràctica gairebé tota l'autoritat executiva ha recaigut únicament en el president, el qual ha estat elegit durant més de 50 anys en comicis en què només hi havia un candidat. El 2005, però, després de l'aprovació de noves lleis per tal de "consolidar més llibertats i la democràcia", es van celebrar les primeres eleccions presidencials en què es van acceptar altres candidats. Tanmateix, la nova llei contenia restriccions diverses i estrictes que van evitar que la participació de possibles candidats molt populars, com ara Ayman Nour, assegurant així la reelecció de Mubarak, acompanyada d'acusacions de frau i violència.
El 19 de març del 2007 el parlament va aprovar trenta-quatre esmenes constitucionals que prohibeixen que els partits fessin ús de la religió com a fonament per a les activitats polítiques i permeten l'aprovació de noves lleis antiterroristes que reemplacen la legislació d'emergència vigent des de 1981. A més, donen al president l'autoritat per a dissoldre el parlament. Els membres de l'oposició no hi van votar, i s'esperava un boicot en el referèndum com a protesta per les suposades violacions a les pràctiques democràtiques. Només el 27% dels votants registrats van participar en el referèndum. El 27 de maig, el govern va anunciar que el 75,9% dels que van participar en el referèndum van aprovar les esmenes constitucionals.

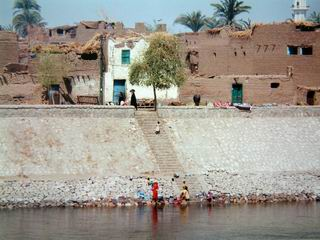
Riba del Nil a l'Alt Egipte

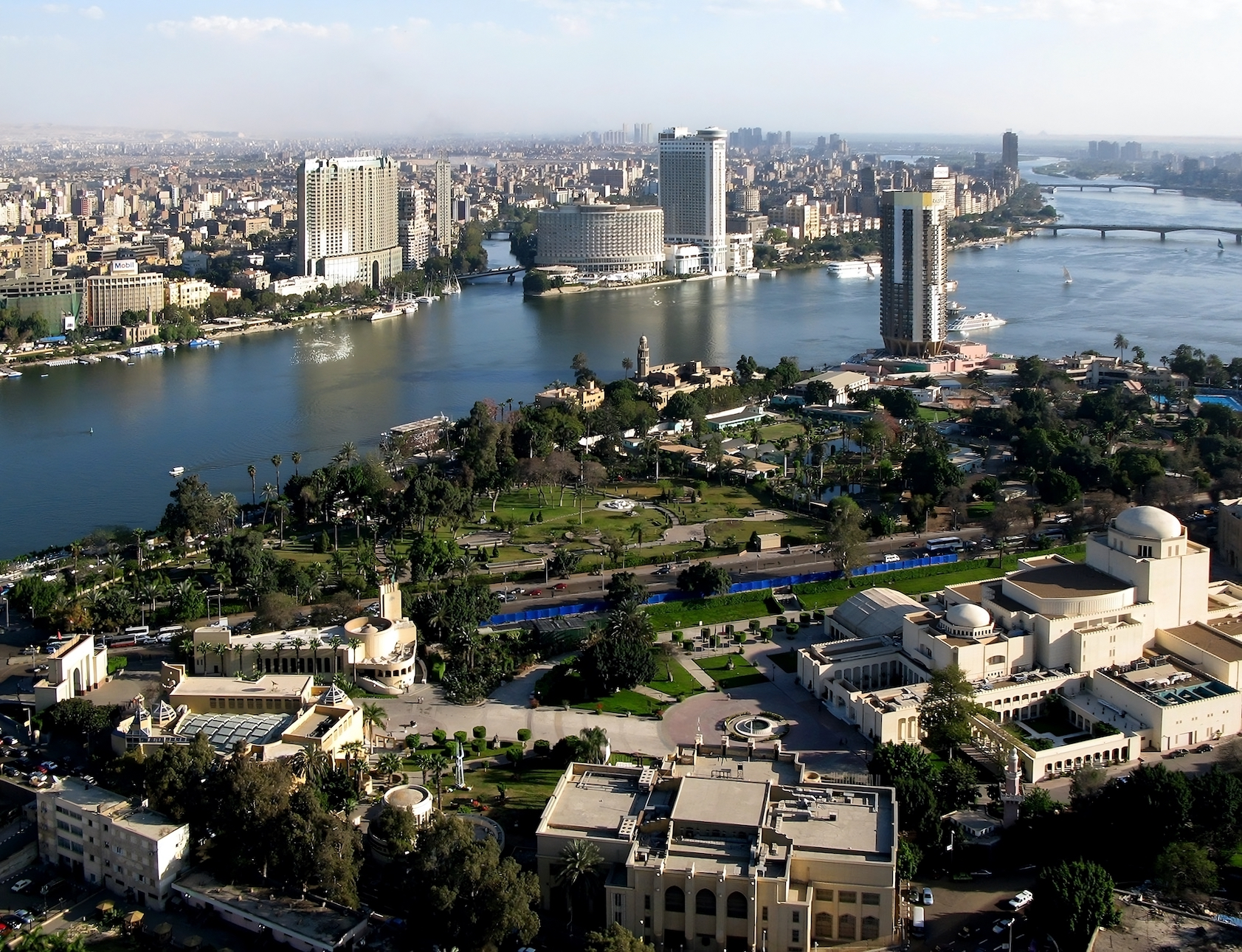
Vista del Caire, la ciutat més gran d'Àfrica i l'Orient Mitjà

### Divisió administrativa
Egipte es divideix en 27 governacions (en àrab: muhafazat, sing. muhafazah).

Les dades corresponen a l'any 2006.
| Núm. al mapa | Nom              | (català)       | (àrab)        | Àrea (km²) (2006) | Població (2006) | Capital        |
| ------------ | ---------------- | -------------- | ------------- | ----------------- | --------------- | -------------- |
| 2            | Alexandria       | Alexandria     | الإسكندرية    | 2.679             | 4.110.015       | Alexandria     |
| 27           | Assuan           | Assuan         | أسوان         | 679               | 1.184.432       | Assuan         |
| 22           | Asyut            | Asyut          | أسيوط         | 25.926            | 3.441.597       | Asyut          |
| 19           | Beni Suef        | Beni Suef      | بني سويف      | (1.322)           | (2.290.527)     | Bani Suwayf    |
| 3            | Al-Biheira       | Buhayra        | البحيرة       | 10,130            | 4.737.129       | Damanhūr       |
| 16           | Al-Qahirah       | El Caire       | القاهرة       | 214               | 7.786.640       | El Caire       |
| 6            | Damiata          | Damiata        | دمياط         | 589               | 1.092.316       | Damiata        |
| 5            | Al-Daqahliyah    | Dakahleya      | الدقهلية      | 3.471             | 4.985.187       | Mansura        |
| 15           | El Faium         | Faium          | الفيوم        | (1.827)           | (2.512.792)     | El Faium       |
| 9            | Al-Gharbiya      | Gharbeya       | الغربية       | 1.942             | 4.010.298       | Tantā          |
| 14           | Guiza            | Guiza          | الجيزة        | (85.153)          | (6.272.571)     | Guiza          |
| 13           | Al-Ismailiyah    | Ismailia       | الإسماعيلية   | 1.442             | 942.832         | Ismailiyah     |
| 4            | Kafr al-Sheikh   | Kafr al-Sheikh | كفر الشيخ     | 3.437             | 2.618.111       | Kafr al-Sheikh |
| 26           | Al-Uqsur         | Luxor          | الأقصر        | 55                | 451.318         | Luxor          |
| 23           | Bahr al-Ahmar    | Mar Roja       | البحر الأحمر  | 203.685           | 288.233         | Hurghada       |
| 1            | Matruh           | Matruh         | مطروح         | 212.112           | 322.341         | Mersa Matruh   |
| 10           | Menufeya         | Menufeya       | المنوفية      | 1.532             | 3.270.404       | Shibin el-Kom  |
| 20           | Al-Minya         | Minya          | المنيا        | (32.279)          | (4.179.309)     | Al-Minyā       |
| 7            | Port Saïd        | Port Saïd      | پورسعيد       | 72                | 570.768         | Port Saïd      |
| 11           | Al-Qalyubiyah    | Qalyubia       | القليوبية     | 1.001             | 4.237.003       | Banha          |
| 25           | Qena             | Qena           | قنا           | 1.851             | 3.001.494       | Qena           |
| 12           | Ash Sharqiya     | Sharqia        | الشرقية       | 4.180             | 5.340.058       | Al-Zaqāziq     |
| 8            | Shamal Sinai     | Sinaí del Nord | شمال سيناء    | 27.574            | 339.752         | Al-Arish       |
| 18           | Janub Sinai      | Sinaí del Sud  | جنوب سيناء    | 33.140            | 149.335         | el-Tor         |
| 24           | Sohag            | Sohag          | سوهاج         | 1.547             | 3.746.377       | Sohag          |
| 17           | Suez             | Suez           | السويس        | 17.840            | 510.935         | Suez           |
| 21           | Al Wadi al Jadid | Vall Nova      | الوادي الجديد | 376.505           | 187.256         | Al-Kharga      |

## Economia

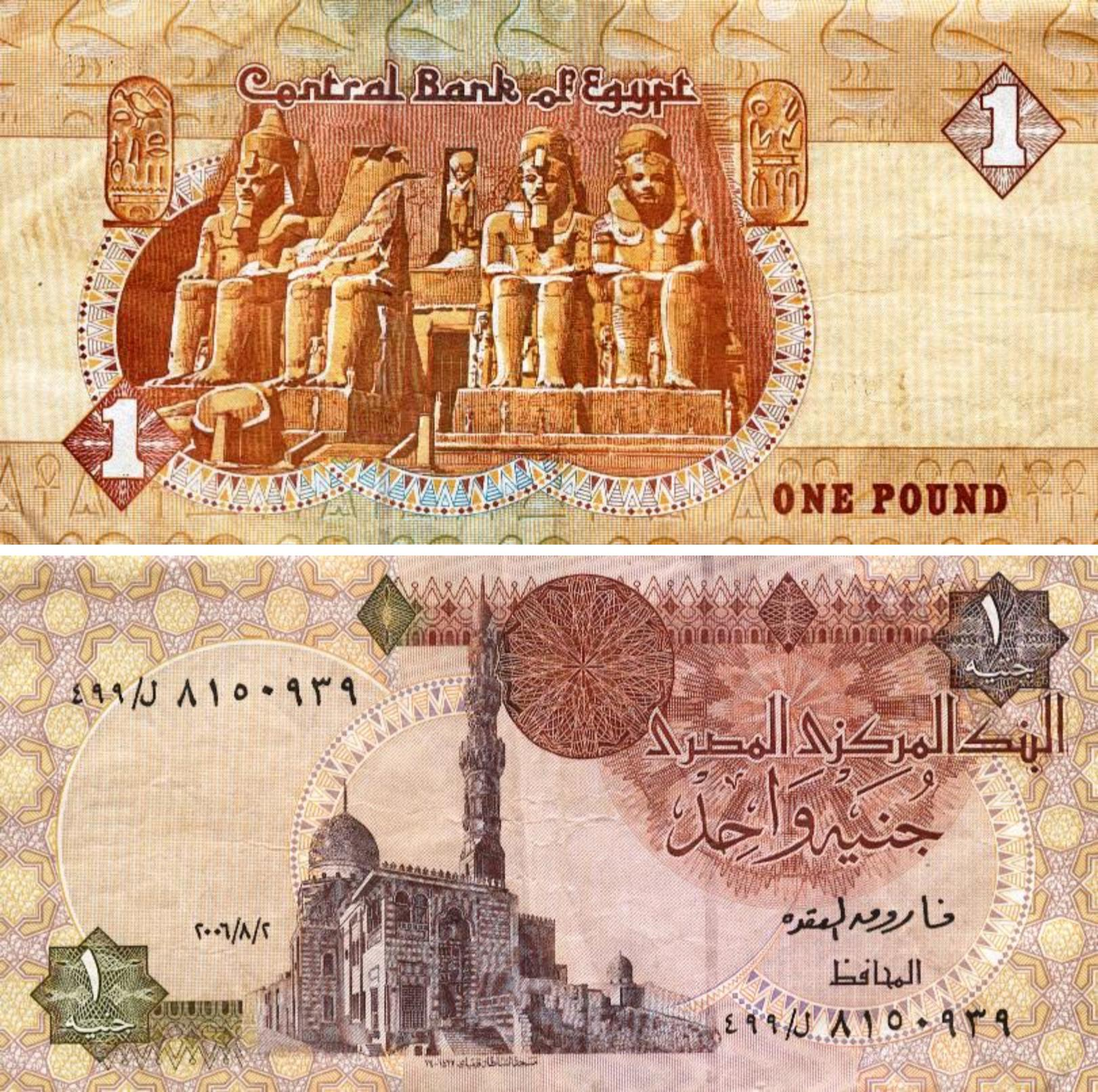
Lliura egípcia

L'economia d'Egipte depèn principalment de l'agricultura, les exportacions del petroli i el turisme. Hi ha de tres a quatre milions d'egipcis treballant a l'estranger, principalment a l'Aràbia Saudita, el Golf Pèrsic i Europa. Als Estats Units també hi ha una població significativa d'immigrants egipcis. La construcció de la resclosa alta d'Assuan el 1971 i el llac Nasser han alterat l'agricultura i l'ecologia del riu Nil i d'Egipte. Una població en creixement ràpid, sumats a la limitada i escassa terra arable i dependència en el Nil continuen afectant negativament l'economia.
El govern ha treballat per a preparar l'economia per al nou mil·lenni mitjançant reformes econòmiques i grans inversions en comunicacions i infraestructures. Egipte ha rebut des de 1979 ajuda econòmica externa dels Estats Units (2.200 milions de dòlars/any). Els seus principals beneficis provenen del turisme i del trànsit marítim del Canal de Suez.
Les condicions econòmiques han començat a millorar considerablement després d'un període d'estancament des de l'adopció de polítiques més liberals pel govern, també de l'increment dels beneficis i del mercat de valors. En el seu informe anual, l'FMI ha classificat Egipte com un dels països del món que emprenen més reformes econòmiques. Alguns dels principals punts de les reformes econòmiques inclouen una rebaixa radical de duanes, una nova llei d'impostos en vigor des de 2005 que redueix els impostos sobre les empreses d'un 40% a un 20%, que han comportat un augment del 100% en els beneficis dels impostos el 2006.
La inversió estrangera directa a Egipte ha augmentat considerablement en els últims anys a causa de les mesures de liberalització portades a terme pel ministre d'inversions Mahmoud Mohieddin, sobrepassant els 6.000 milions de dòlars el 2006. Egipte sobrepassà a Sud-àfrica com al màxim receptor d'Inversió Estrangera Directa el 2007 a Àfrica.
Un dels principals problemes de l'economia egípcia és la davallada de la riquesa de la població mitjana, ja que els preus dels béns bàsics continuen pujant mentre el poder adquisitiu de la població mitjana es perd. S'està millorant la infraestructura ferroviària mitjançant inversions del govern (3.000 milions de dòlars), amb de la promesa del govern egipci després de l'accident ferroviari del 2006, que va costar la vida a més de 100 persones.
L'economia egípcia és considerada com una de les noves economies emergents al món, amb un grup de països agrupats amb el nom de CIVETS.

## Geografia humana i societat
Vegeu la llista de les ciutats d'Egipte

### Demografia
Egipte és el país més populós de l'Orient Mitjà i el segon més populós del continent africà, amb una població estimada de 114  milions de persones. Gairebé la meitat de la població es concentra a les vores del Nil —en especial el Caire i Alexandria— o a la regió del delta del Nil i a prop del canal de Suez. Aproximadament, el 90% de la població és musulmana, i el 10% professen el cristianisme, en especial el cristianisme copte.
Els egipcis són el grup ètnic més gran del país, el 94% de la població total. Les minories ètniques són les tribus àrabs beduïnes que viuen als deserts orientals i a la península del Sinaí, els siwis, de parla amaziga, i les comunitats antigues nubianes. També hi viuen comunitats tribals dels beja, concentrades al cantó sud-est del país, i alguns clans doms, que viuen al delta del Nil i a Faium els quals estan sent assimilats progressivament en incrementar-se la urbanització. L'antiga comunitat jueva, molt nombrosa en temps antics, ha desaparegut; només n'hi ha uns pocs. Algunes ruïnes històriques i arqueològiques jueves es troben a Alexandria, el Caire i altres ciutats.

### Llengües
La llengua oficial d'Egipte és l'àrab, tot i que se'n parlen diversos dialectes, els quals poden diferir molt de la llengua original literària. La llengua àrab estàndard (al-fusha, àrab "clar") s'ensenya a les escoles i és la lingua franca del món àrab. Per contra, els dialectes moderns (coneguts com a al-ammiyahh, àrab "comú") tot i que difereixen entre si, es coneixen com a llengua àrab egípcia col·loquial. Hom distingeix tres dialectes:
- el dialecte dels beduïns del desert oriental i de la península del Sinaí
- el dialecte dels beduïns del desert occidental
- el dialecte de l'Alt Egipte
- el dialecte del Caire

El dialecte del Caire és prominent, i ja que la ciutat és el centre de la indústria cinematogràfica del món àrab, aquest dialecte és entès per tots els parlants de l'àrab.
El SIL International ha llistat un total d'onze llengües a l'estat egipci:
- Àrab, egipci oriental, bedawi: 780.000 parlants a Egipte. Es parla sobretot a les regions Beduïnes, a la península del Sinaí i a zones de la costa de la Mar Roja. També es parla a Israel, Jordània, Palestina i Síria.
- Àrab, egipci: 44.406.000 parlants a Egipte. També es parla a Iraq, Israel, Jordània, Kuwait, Líbia, Aràbia Saudita, els Emirats Àrabs Units i el Iemen.
- Àrab, Sa`idi, o alt egipci: 18.900.000 parlants a l'Egipte Meridional, des del Caire a la frontera amb el Sudan. També hi ha alguns parlants a Líbia.
- Àrab estàndard.
- Àrab, egipci occidental, bedawi: 300.000 parlants a regions beduïnes entre Alexandria i la frontera amb Líbia. També es parla als oasis occidentals.
- Domari: 234.000 parlants a Egipte, sobretot a Dakahlia, al nord del Caire. És una llengua d'origen iranià, parlada sobretot per gitanos (a Egipte n'hi ha 1.080.000).
- Egipci, llengua de signes.
- Grec: 42.000 parlants a Egipte. La majoria a Alexandria.
- Kenuzi-Dongola: 100.000 parlants a les valls de l'Alt Nil, sobretot a Kom Ombo.
- Nobiin: 200.000 parlants a la província del Nord, a la zona de Wadi Halfa, a la frontera sud de l'estat.
- Siwi: 5000 parlants al desert del nord-oest, a l'oasi de Siwa, a moltes poblacions aïllades als oasis occidentals. És una llengua amaziga.
- Copte: Llengua extinta.

A més a més, a Egipte també hi ha presents les llengües següents: Adyge amharic (5.000 parlants), amharic (5.000), armeni (100.000), àrab marroquí, àrab sud levantí (50.000), àrab sudanès (3.800.000), tosk albanès (18.000) i oromo central occidental.

## Cultura i oci
La cultura egípcia té més de cinc mil anys d'història escrita. L'antic Egipte va ser una de les primeres civilitzacions humanes amb una cultura complexa, diferenciada i estable que va influenciar altres cultures d'Europa, de l'Orient Mitjà i d'Àfrica. Després de l'era faraònica, tanmateix, Egipte va ser influenciat per l'hel·lenisme, el cristianisme i la cultura musulmana. En l'actualitat, molts aspectes de la cultura antiga d'Egipte coexisteixen i interaccionen amb altres elements posteriors, així com la influència de la cultura occidental. La capital d'Egipte, el Caire, és la ciutat més gran d'Àfrica, i per molts mil·lennis ha estat un centre d'aprenentatge, cultura i comerç.

### Renaixement
Les obres de l'erudit del segle xix, Rifa'a at-Tahtawi, van donar llum al Renaixement egipci i van marcar la transició de l'Egipte medieval a l'Egipte modern. Les seves obres van renovar l'interès en l'Antic Egipte i van exposar la societat egípcia als principis de la Il·lustració. Tahtawi va cofundar, amb el reformador de l'educació Ali Mubarak, una escola nadiua d'egiptologia inspirant-se en els erudits medievals egipcis com ara As-Suyutí i Al-Maqrizí, els quals havien estudiat la història i la llengua de l'època Antiga. El Renaixement egipci va continuar fins al segle xx a través de les obres de Muhammad Abduh, Ahmed Lufti el-Sayed, Tawfiq el-Hakim, Louis Awad, Qasim Amin, Salama Moussa, Taha Hussein i Mahmoud Mokhtar. Van formar un camí liberal perquè Egipte expressés el seu compromís amb la llibertat individual, el secularisme i la fe en la ciència per fer progrés.

### Les belles arts
Els egipcis van ser una de les primeres grans civilitzacions a codificar elements de disseny en l'art i en l'arquitectura. Les pintures murals, al servei dels faraons, van seguir un codi rígid de regles i significats visuals. La civilització egípcia és reconeguda per les seves piràmides colossals i tombes. Alguns exemples són les Piràmides de Djoser dissenyades per l'arquitecte i enginyer Imhotep, l'Esfinx, i el temple d'Abu Simbel. L'art modern i contemporani d'Egipte és divers, des de l'arquitectura veràncula de Hassan Fathy i Ramses Wissa Wassef a les famoses escultures de mahmoud Mokhtar i la iconografia copta d'Issac Fanous.

#### Arts escèniques
El Teatre d'Òpera del Caire és el centre d'arts escèniques més important d'Egipte. A més, el Caire és el centre de la indústria cinematogràfica, televisiva i musical no només del país sinó tot el món àrab, amb més de 30 canals de satèl·lit i més cent pel·lícules produïdes a l'any. El festival de cine anual del Caire és un dels onze festivals de classe mundial, segons la Federació Internacional dels Productors de Cine.

#### Literatura
La literatura constitueix un element important en la vida d'Egipte. Els novel·listes i poetes egipcis van ser un dels primers a experimentar amb els estils moderns de la literatura àrab, i les formes que van desenvolupar han estat imitades per tot l'Orient Mitjà. La primera novel·la egípcia moderna, Zaynab per Muhammad Husayn Haykal va ser publicada el 1913 en el dialecte àrab egipci. El novel·lista egipci Naguib Mahfouz va ser el primer escriptor en llengua àrab a guanyar el Premi Nobel en Literatura. Hi ha escriptores egípcies, com ara Nawal El Saadawi, conegudes pel seu activisme feminista. La poesia vernacular és, potser el gènere literari més popular entre els egipcis amb les representacions de les obres d'Ahmed Fouad Negm, Salah Jaheen i Abdel Rahman el-Abnudi.
Egipte compte amb dues gran fires internacionals que giren entorn de la literatura, la Fira Internacional del Llibre d'Alexandria, celebrada dins del recinte de la Bibliotheca Alexandrina, i la Fira del Caire, la més important de tota la regió per volum de visitants i nombre d'editors que s'hi congreguen.

#### Música
La música egípcia és una combinació rica d'elements nadius, mediterranis, africans i occidentals. En l'antiguitat, els egipcis tocaven apres i flautes així com dos instruments autòctons: el ney i el llaüt egipci o oud. La música contemporània egípcia inclou les obres creatives d'Abdu-l Hamuli, Almaz i Mahmud Osman, que van influenciar altres músics prominents com ara Sayed Darwish, Umm-Kulthum, Mohammed Abdel i Abdel Halim Hafez.

## Història

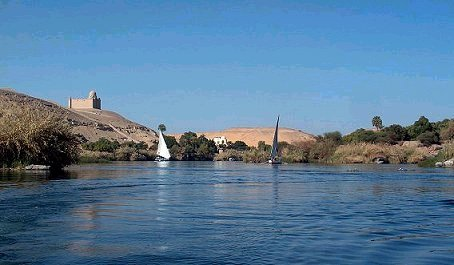
El riu Nil a Egipte

Hi ha proves de presència humana a la vall del Nil des del Paleolític com ara artefactes i petròglifs a les vores del Nil i als oasis del desert. El 10000 aC, una cultura de caçadors-recol·lectors i pescadors reemplaçaren una cultura anterior que molia grans. Els canvis climàtics o l'excés en l'ús de les àrees pastorals dessecaren les àrees verdes, formant el Sàhara. Les tribus antigues començaren a emigrar al riu Nil, on desenvoluparen una economia agrícola i una societat més centralitzada.
Al voltant del 6000 aC, ja havien aparegut a la vall del Nil l'agricultura organitzada i la construcció d'edificis de gran magnitud. Durant el Neolític, diverses cultures predinàstiques s'hi desenvoluparen de manera independent a l'Alt i Baix Egipte. La cultura badariana i els successors de Naqada són considerats els precursors de la civilització dinàstica egípcia. Tot i que s'havien format altres comunitats al nord que coexistien amb les comunitats de l'Alt Egipte, romangueren culturalment separats, però units per mitjà del comerç. L'evidència més antiga dels jeroglífics egipcis aparegué durant el període predinàstic a Naqada, a prop del 3200 aC.
Es formà un regne unificat a prop del 3150 aC pel rei Menes, inaugurant una sèrie de dinasties egípcies que governaren Egipte per tres mil·lennis. A partir de llavors, els egipcis es referien al seu país unificat com a tawy, que vol dir "dues terres" i després com a kemet, la "terra negra" en referència als dipòsits de terra fèrtil negra del riu Nil. La cultura egípcia florí durant aquest període, única en la seva religió, l'art, la llengua i els seus costums. Les primeres dues dinasties de l'Egipte unificat prepararen el període del Regne Antic, c. 2700 al 2200 aC, conegut per les seves piràmides, sobretot la piràmide de Djoser de la tercera dinastia i les piràmides de Guiza de la quarta dinastia.

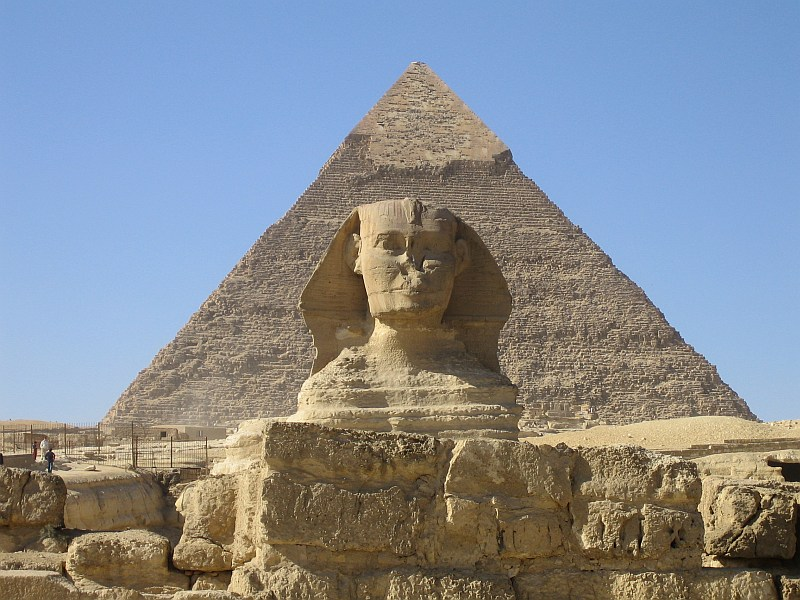
L'Esfinx de Guiza i les Piràmides, construïdes durant el període del Regne Antic

El Primer Període Intermedi d'Egipte començà en un temps d'agitació política. Les abundants inundacions del Nil i l'estabilització del govern, tanmateix, permeteren la prosperitat del país durant el Regne Mitjà c. 2040 aC en què destacà el regnat del faraó Amenemhet III. Un segon període de desunió, conegut com el Segon Període Intermedi, fou herald de la primera dinastia estrangera, del poble semita dels hicsos. Els invasors hicsos prengueren la major part del Baix Egipte a prop del 1650 aC i fundaren una nova capital a Àvaris. Foren fets fora per una força de l'Alt Egipte encapçalada per Amosis I que fundà la 18a dinastia i mogué la capital de Memfis a Tebes.
El Nou Regne (c.1550−1070 aC) començà amb la 18a dinastia la qual protagonitzà l'Egipte com a potència i que estengué l'imperi fins a Jebel Barkal a Núbia i incloïa diverses regions del Llevant a l'est. Aquest període és famós pels faraons Hatshepsut, Tuthmosis III, Akhenaton i la seva esposa Nefertiti, Tutankamon i Ramsès II. Les primeres expressions monoteistes sorgiren en aquest període en l'atenisme. Els contactes freqüents amb altres nacions portaren noves idees al Nou Regne. El país fou envaït posteriorment pels libis, nubians i assiris, però els egipcis els feren fora i prengueren de bell nou el control del seu país.

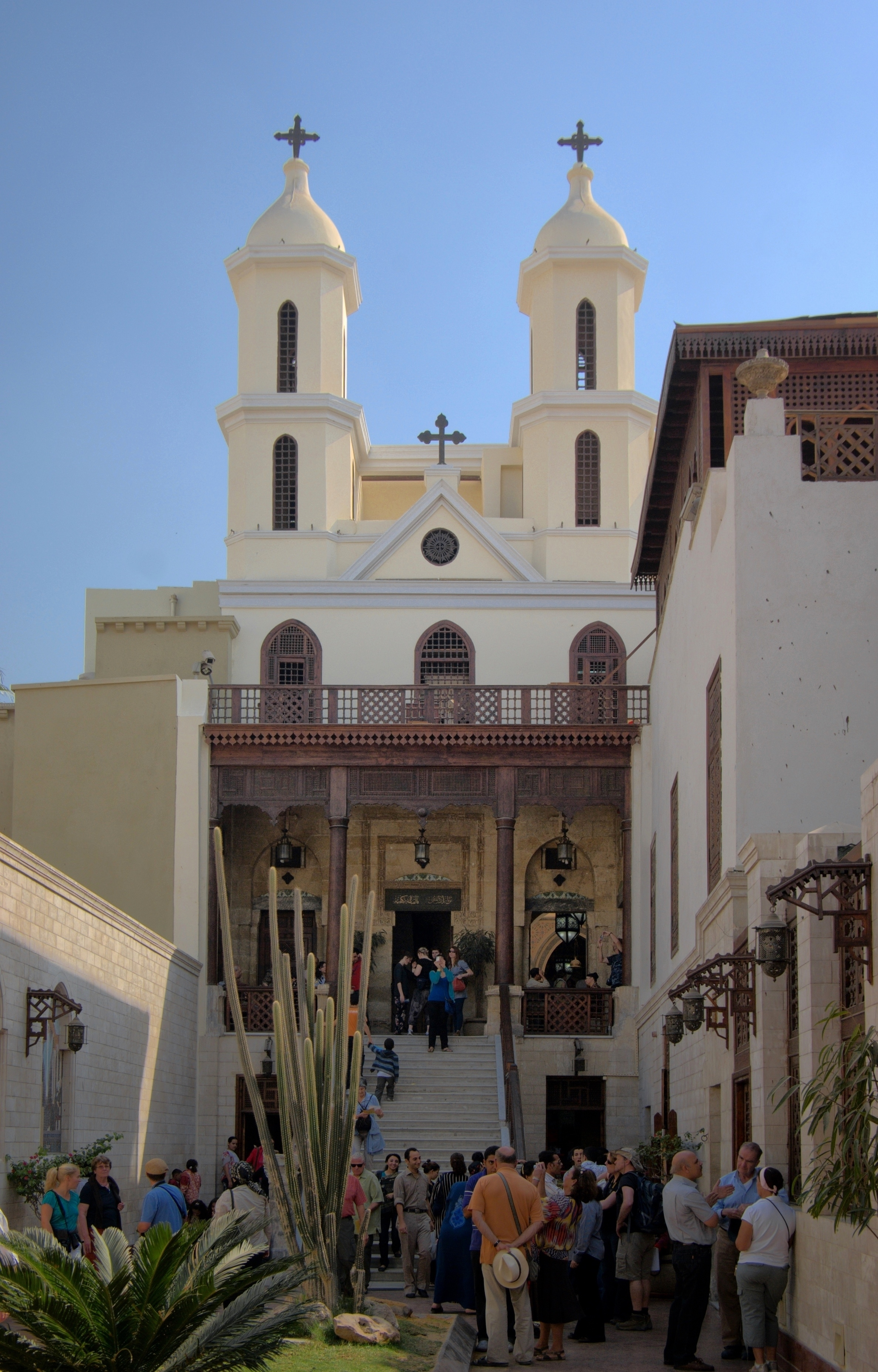
Església Penjant del Caire, segles i dC,

La 30a dinastia fou l'última dinastia nadiua a governar durant el període faraònic; Egipte caigué en mans dels perses el 343 aC, amb la derrota de l'últim faraó nadiu, Nectabeu II. Després Egipte passà a mans dels grecs i després dels romans. Així començà un període de dominació estrangera de més de dos mil anys.
Abans que Egipte es convertís en part de l'Imperi Romà d'Orient, el cristianisme hi havia estat portat per Sant Marc l'evangelista, el primer segle dC. El regne de Dioclecià marcà la transició de l'Imperi Romà a l'Imperi Romà d'Orient a Egipte, acompanyat d'un gran nombre de cristians egipcis. El Nou Testament ja havia estat traduït a l'egipci. Després del Concili de Calcedònia el 451 dC, s'establí fermament l'Església Copta Egípcia.
Els romans pogueren reprendre el control després d'una breu invasió persa al començament del segle vii, però el 639 fou envaïda pels àrabs musulmans, que hi portaren el sunnisme. Vegeu Egipte (província del Califat).
En aquest període els egipcis començaren a combinar llur nova fe amb llurs creences i pràctiques nadiues que havien sobreviscut a través del cristianisme copte, i així sorgiren les ordres del sufisme que han sobreviscut fins ara. Els governadors musulmans, anomenats pel califat islàmic controlaren Egipte durant els sis segles següents, incloent-hi un període en què fou seu del califat sota els fatimites. Amb la fi de la dinastia aiúbida els mamelucs, una casta militar turca-circassiana, prengué el control del país el segle xiii. Continuaren governant fins a la conquesta d'Egipte pels turcs otomans el 1517.

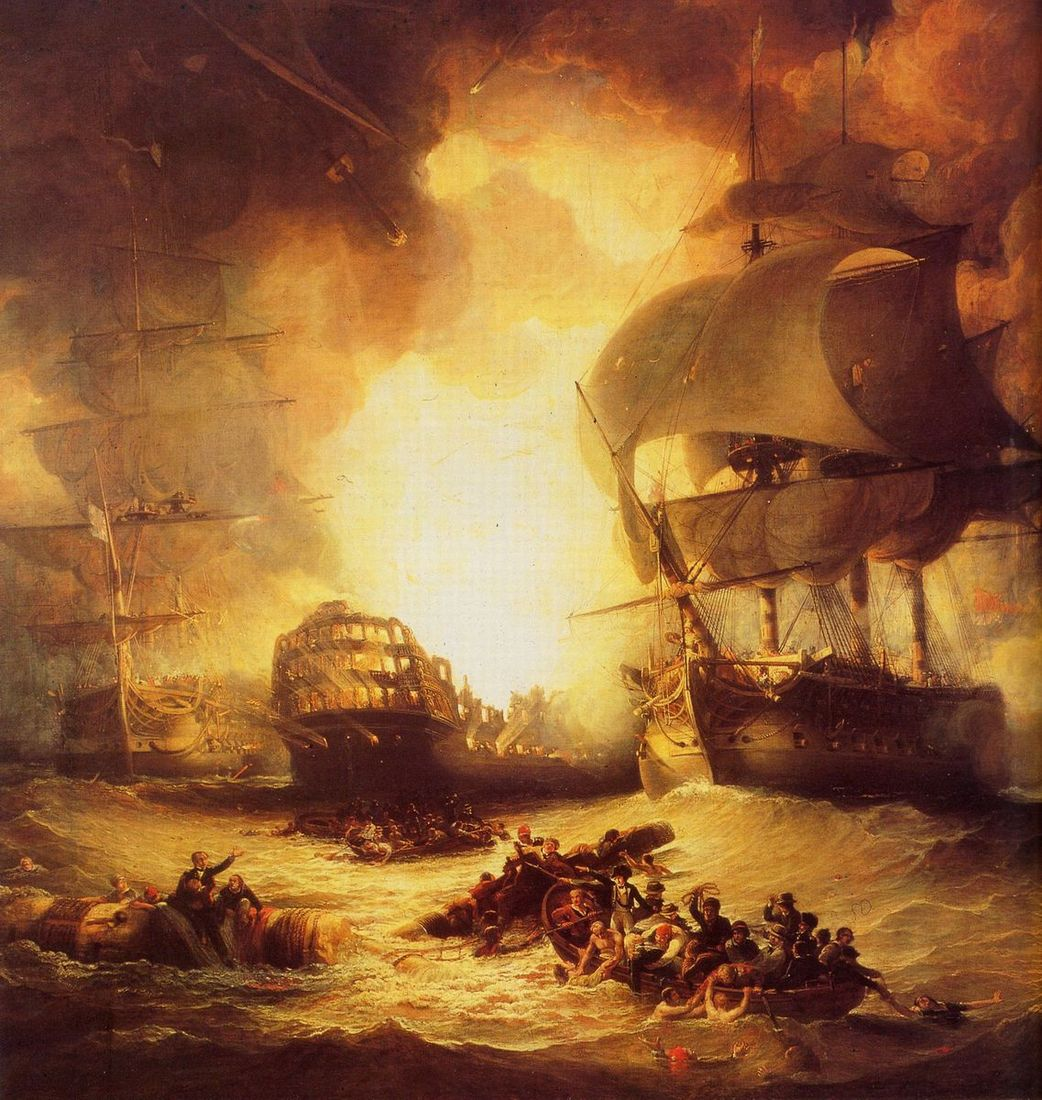
La batalla del Nil, 1798

L'estiu de 1798 Napoleó Bonaparte va dirigir una campanya sobre Egipte, ocupant algunes zones, però va ser incapaç de transportar el seu exèrcit de tornada a França per mar després de perdre la batalla del Nil contra Nelson el 3 d'agost, havent d'abandonar tots els territoris ocupats. Després d'aquesta invasió de curta durada (un parell de mesos), els egipcis tingueren l'oportunitat de practicar una certa autonomia.
Un cop evacuades les tropes franceses, van esclatar unes guerres civils entre els turcs otomans, els mamelucs i els mercenaris albanesos, a la fi de les quals el 1866, es fundà l'Assemblea de Delegats com a institució de consell per al govern. Els membres de l'Assemblea foren elegits de totes les regions d'Egipte i tingué una influència significativa en les decisions governamentals. Després de la construcció del Canal de Suez el 1869, Egipte es convertí en un centre mundial de comerç i transportació.

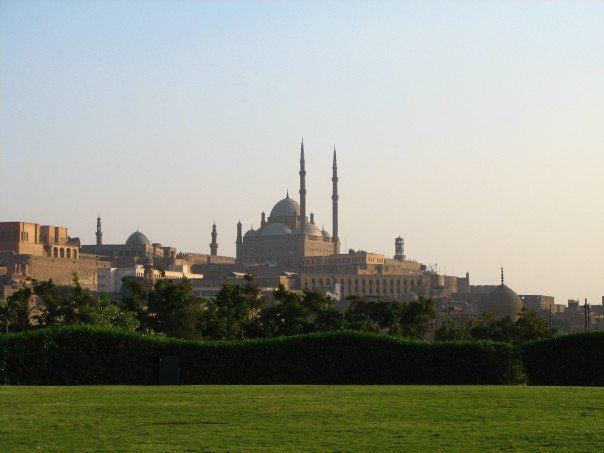
Mesquita de Mehmet Alí construïda el dins la ciutadella del Caire

Tanmateix, el país s'endeutà severament amb les potències europees. Com a resultat, el Regne Unit prengué el control del govern d'Egipte el 1882 per poder protegir els seus interessos financers, especialment els interessos sobre el Canal de Suez, governat per la Convenció de Constantinoble de 1888. El 1885 l'albanès Muhàmmad Alí Paixà fou designat com el virrei otomà prenent control teòric d'Egipte. Dirigí una campanya de modernització i d'obres públiques que incloïa diversos projectes d'irrigació, reformes agràries i la industrialització, que el seu successor Isma'il Pasha continuà i estengué.
Poc després de la intervenció política, el Regne Unit envià tropes a Alexandria i a la zona del canal prenent avantatge de la debilitat militar d'Egipte. Amb la derrota de l'exèrcit egipci en la batalla de Tel el-Kebir, les tropes britàniques arribaren al Caire i destituïren el govern nacionalista i les forces armades egípcies. Tècnicament, Egipte continuà com a província otomana fins al 1914, any en què el Regne Unit formalment declarà un protectorat sobre Egipte i destituí l'últim khedive Abbas Hilmi II. El seu oncle, Hussein Kamal fou designat com a sultà.

### Moviment nacionalista i independència tutelada
Entre 1882 i 1906 es començà a formar un moviment nacionalista per la independència. L'incident de Dinshaway motivà els egipcis a prendre accions més directes en contra de l'ocupació britànica. Es fundaren els primers partits polítics, els quals començaren a adquirir una estructura més formal durant el període del Sultanat d'Egipte (1914-1922). Després de la Primera Guerra Mundial, Saad Zaghlul i el Partit Wafd dirigiren el moviment nacionalista egipci i aconseguiren la majoria de l'Assemblea Legislativa local. Quan els britànics exiliaren Zaghlul i els seus associats el 8 de març de 1919, el país s'aixecà en la seva primera revolució moderna. Aquest procés nacionalista va conduir el Regne Unit a declarar la independència unilateral d'Egipte el 22 de febrer de 1922.

### Revolució de 1952. Nasser
El nou govern egipci escrigué i promulgà una nova constitució el 1923 basada en el sistema parlamentari de representació. Saad Zaghlul fou elegit com a primer ministre d'Egipte el 1924. El 1936 se signà el Tractat anglo-egipci de 1936. La inestabilitat del govern, causada pels romanents del control britànic i la influència del rei obriren pas a un cop d'Estat que destituí la monarquia i dissolgué el parlament, esdeveniment conegut com la revolució egípcia de 1952. Els militars en el Moviment dels Oficials Lliures, forçaren el rei Faruk I a abdicar a favor del seu fill Fuad II. El 18 de juny, 1953, es declarà la República d'Egipte, i el general Naguib, que seria titllat de dictador i eliminat del poder pel consell de la revolució. Gamal Abdel Nasser prengué el poder com a president i declarà la independència plena d'Egipte del Regne Unit el 18 de juny de 1956.

### Nacionalització de Suez i Guerra dels sis dies
La nacionalització del canal de Suez que emprengué Nasser el 26 de juny de 1956, provocà una crisi política però hi permeté la llibertat de navegació excepte per a Israel que consideraren el gran enemic d'Egipte i que s'havia constituït com a Estat independent el 1948. El 1958 l'Egipte, i a instàncies dels sirians, es fusionà amb Síria per formar la República Àrab Unida, presidida pel mateix Nasser i capdavantera del panarabisme. Tanmateix, Síria se'n separà el 1961. El 1964 es promulgà una nova constitució que nacionalitzà el 90% de les empreses i creà un partit únic, la Unió Socialista Àrab.
Després de derrota en la Guerra dels Sis Dies en què Israel havia envaït i ocupat el Sinaí Nasser presentà la seva renúncia, que l'Assemblea l'obligà a retirar. Tres anys després, Nasser morí i fou succeït per Anwar Sadat. Sadat canvià la política exterior, anteriorment aliat a la Unió Soviètica, i s'apropà als Estats Units i expulsà els consellers soviètics el 1972. Inicià una política de reforma econòmica coneguda com la Infitah, i alhora prengué accions dràstiques en contra de l'oposició religiosa i secular.

### Guerra del Yom Kippur
El 1973 Egipte amb Síria iniciaren la Guerra del Yom Kippur, un atac sorpresa en contra de les forces israelianes que ocupaven la península del Sinaí i les Alts del Golan des de la Guerra dels Sis Dies. Tots dos, els Estats Units i la Unió Soviètica hi intervingueren i aconseguiren un cessament al foc. Tot i que no fou un èxit militar, la majoria dels historiadors afirmen que la Guerra del Yom Kippur fou una victòria política per a Sadat que li permeté recuperar el Sinaí després a canvi de signar la pau amb Israel el 1979, després d'una visita històrica. Aquesta iniciativa de Sadat provocà una gran controvèrsia en el món àrab, per la qual Egipte fou expulsat de la Lliga Àrab, tot i que tenia el suport de la gran majoria dels ciutadans egipcis. Sadat fou assassinat per un soldat fonamentalista religiós al Caire el 1981. Fou succeït per Hosni Mubarak. Des de 1991, Mubarak ha emprès diverses accions ambicioses de reforma econòmica per tal de reduir el sector públic i expandir el sector privat; tanmateix, no hi ha hagut un procés paral·lel de reforma política.

### Revolta popular del 2011
La Revolta popular del 2011 va ser un seguit de manifestacions al carrer, protestes i actes de desobediència civil que van començar el 25 de gener del 2011 i que es van difondre per tot el país. Les manifestacions i els disturbis van ser duts a terme per diversos grups socials i s'inspiraren principalment en la Revolució del Gessamí de Tunísia. Les manifestacions i revoltes van ser espontànies i una resposta a l'excés de brutalitat policíaca, a les lleis d'emergència de l'estat, a les altes taxes d'atur, al desig d'augmentar el salari mínim, a la manca d'habitatges i aliments, la inflació, la corrupció, la mancada de llibertat d'opinió i les pobres condicions de vida. L'objectiu dels protestants és la dimissió del president Hosni Mubarak, qui ha estat en el poder més de 30 anys. Mubarak va dimitir l'11 de febrer del 2011.
El 3 de juliol del 2013, l'exèrcit va donar un nou cop d'estat, derrocant el poder dels Germans Musulmans i de Mohamed Mursi, el primer president elegit democràticament a Egipte. Ni l'Organització de les Nacions Unides ni els Estats Units van condemnar els fets. Els membres del nou govern de l'exèrcit egipci, encapçalat per l'economista Hazem el-Beblawi, van suspendre la Constitució i van fer centenars de detencions dels partidaris del president derrocat. El 14 d'agost del 2013 l'exèrcit va matar a centenars de partidaris del president derrocat en un assalt policial. L'endemà, el Ministeri de Sanitat egipci va confirmar almenys 525 morts i 3.717 ferits, mentre que els Germans Musulmans denunciaven més de 4.000 morts.